# キック・アスシリーズ
キック・アスシリーズ（Kick-Ass Series）はマーベル・コミックの子会社の一つのアイコン・コミックスの漫画作品を中心としたシリーズ作品。

## 概要
本作の主人公となるのはデイヴ・リゼウスキという高校生の少年。本作の主人公はヒーローに憧れている少年であり、他のマーベルコミックスのヒーロー物の作品の主人公格キャラクターのように独特のコスチュームなどを着用したりしている。ただし、本作の主人公は超人的な能力は持っていない。後に本作の主人公はキック・アスという別名がつく事となる。このシリーズ作品は2008年と他のマーベルコミックスのヒーロー物の作品と比べると比較的新しいシリーズ作品であるが、映画化もされるなど人気もそれなりにある。なお、このシリーズ作品の漫画は全部で五部作になる予定。

## 作品一覧
キック・アス（Kick-Ass (comics)）
2008年から出版された漫画作品。キック・アスシリーズの第一作。キック・アスシリーズの第一章。
ヒーローコミックに憧れる少年デイヴは、ついに自分でヒーローになることを決意。マスクを被って自警活動をはじめ、失敗の連続で大怪我を負いながらも、その活躍がネットにアップロードされたことで「キック・アス」として一躍有名になる。私生活ではゲイと誤解されたことをきっかけに憧れていた女子と仲良くなり、順風満帆のデイヴ。一方、時を同じくして「ビッグ・ダディ」「ヒット・ガール」を名乗る二人組がギャング狩りをはじめ、さらにキック・アスに続くヒーロー「レッド・ミスト」まで現れたことで、デイヴはヒーローとしてマフィアとの全面対決へと巻き込まれていく。
ヒットガール (漫画)（Hit-Girl (comics)）
2012年から出版された漫画作品。キック・アスシリーズの第二章。
この作品のメインキャラクターはヒットガールとなっている。第二章という位置ではあるが出版された時期は『キック・アス2』よりも後である。
『キック・アス』の後、普通の女子高生としての生活を余儀なくされたヒットガールことミンディ。彼女はそんな日常生活に馴染むことができず、デイヴにキック・アスとしての戦い方を指導する見返りに「普通の女の子」になる方法を教わるようになる。しかし平和になったはずの街には新たなマフィアの影が現れ、やがてミンディはヒット・ガールとしての活動を再開する。
キック・アス2（Kick-Ass 2 (comics)）
2010年から出版された漫画作品。キック・アスシリーズ第三章。
『キック・アス』の後、ヒーローは一種のブームとなり、街には多くのヒーローが現れるようになっていた。キック・アスもまたヒーローチーム「ジャスティス・フォーエバー」に参加し、同じくヒーローとなった学校の友人たちとともにヒーロー活動を楽しんでいた。しかし父親をキック・アスとヒット・ガールに殺されたレッド・ミストは「マザー・ファッカー」を名乗るヴィランと化し、復讐のため、無差別殺人テロを引き起こそうとしていた。キック・アスは「ジャスティス・フォーエバー」の仲間とともに、マザー・ファッカーへと立ち向かう。
キック・アス3（Kick-Ass 3）
2013年から出版された漫画作品。キック・アスシリーズの最終章。
『キック・アス２』を経て高校を卒業したデイヴは、ファーストフード店で働きながらヒーロー活動を続けていた。「ジャスティス・フォーエバー」の面々は、前作で逮捕されたヒット・ガールの救出、マザー・ファッカーとの対決を計画するが、ヒット・ガールがいないため徐々にモチベーションを喪失していく。ヒーロー活動によって成長したデイヴも、恋人と出会い、キック・アスではない自分への自信を持ちはじめる。しかし汚職警官とマフィアによるヒーロー狩りがはじまった事で、デイヴはキック・アスとしての最終決戦へ挑むことを決意する。

## 登場人物
配役は映画版のもので俳優/吹き替えの順で記述する。
デイヴ・リゼウスキ/キック・アス（Dave Lizewski/Kick-Ass）
配役 - アーロン・テイラー＝ジョンソン/佐藤拓也
本作の主人公である少年。高校生。
スーパーヒーローに憧れる少年で、オリジナルのスーツとマスクを作り、ヒーローになったつもりでいる。
そのマスクは目の部分だけが出ている状態になっている。
ただし彼はヒーローになったつもりではいるものの、超人的能力や武器などは持っていない。
後にキック・アスという別名がつく事となる。
ヒット・ガール（Hit-Girl）
配役 - クロエ・グレース・モレッツ/沢城みゆき
デイヴの会う他のヒーローの一人である少女。
敵との戦いで体中に返り血を浴びている状態となることがけっこうある。
漫画の『ヒットガール』ではメインキャラクターとなる。

## 映画
キック・アス (映画)
2010年の映画。
キック・アス/ジャスティス・フォーエバー
2013年の映画。キック・アスの続編。